# 1666 w literaturze
Wydarzenia literackie w 1666 roku.

## Nowe książki
- polskie

- zagraniczne
  - John Bunyan – Grace Abounding to the Chief of Sinners

## Nowe poezje
- polskie

- zagraniczne

## Zmarli
- 15 czerwca – Łukasz Opaliński